# Club Deportivo del Estado de México
El Club Deportivo del Estado de México, popularmente conocido como los Osos Grises de Toluca, fue un equipo de fútbol mexicano que jugó en la Tercera División de México y en la Segunda División de México. Tuvo como sede las ciudades de Toluca y Texcoco en el Estado de México.

## Historia
El equipo nace en el año de 1976 siendo un proyecto emprendido por el gobierno del Estado de México, encabezado por el entonces gobernador Jorge Jiménez Cantú quien ocupó el cargo durante el período de 1975 a 1981, en conjunción con empresarios de la entidad como Carlos Hank González. El nombre oficial del equipo fue Club Deportivo del Estado de México, sin embargo se les empezó a llamar Osos Grises en honor al gobernador Jiménez a quien apodaban el Oso, ya que también pertenecía al Pentathlón Deportivo Militarizado Universitario donde su principal mote era "osos grises"; él le dio total apoyo al equipo para que lograra localizarse en las divisiones superiores del fútbol mexicano.
Su primera competición oficial fue el torneo 1976-1977 de la tercera división, logrando en ese mismo torneo el campeonato de liga y el ascenso a segunda división, esos primeros encuentros se realizaban en las instalaciones que actualmente ocupa la Ciudad Deportiva de Toluca, y durante un tiempo compartieron la cancha en la planta Chrysler con el también equipo de tercera división, el Club Chrysler integrado por trabajadores de la planta. 
Durante toda esa temporada, los Osos Grises y Chrysler se disputaron el primer lugar de la tercera división, llegando a la fase final muy parejos, se enfrentándose en la final la cual fue ganada por los Osos Grises quienes ascendieron a la segunda división. El equipo logró ganarse el cariño y la popularidad del público toluqueño que logró dar grandes entradas para ver a un equipo de tercera división.
Una vez ascendidos a segunda división el equipo realizó sus partidos en el Estadio México 70, debido a que el equipo comenzó a tener más afición, despertando el interés general. Desde su primer torneo en segunda división dieron muestras de que sería un equipo competitivo, lo cual era del agrado del público pues era muy común en sus juegos ver remontadas o goleadas. En su primera temporada terminó en décimo lugar de veinticuatro equipos participantes, suficiente para llegar a la liguilla del ascenso como sublíder de su grupo, el cual estuvo conformado por el Irapuato, Cuautla, Coyotes Neza, la Universidad Veracruzana y el Deportivo Victoria.
A lo largo de esa primera liguilla los Osos Grises enfrentaron al Irapuato, Morelia y La Piedad, quedándose únicamente a un gol de alcanzar la final de ascendo ya que en al enfrentarse al Irapuato perdieron por marcador de 2 goles a 1, terminando la etapa de grupos con 7 puntos por 8 que lograron los freseros del Irapuato.
La temporada 1978-1979 fue similar, el equipo logró nuevamente llegar a la liguilla y esta vez compartieron el grupo de ascenso con el Atlas, los Atletas Industriales de Querétaro y La Piedad. En la cuarta fecha de la liguilla los Osos vencieron al Atlas por marcador de 2 goles a 1, quedando a un punto del liderato de la competencia que tenían los Atletas Industriales, quedando aún dos partidos por jugar.
En la quinta fecha los Osos vencieron a La Piedad 1-0 mientras el Atlas venció a Atletas Industriales, de esta forma con un juego por disputar el Atlas y los Osos Grises estaban empatados en primer lugar, tomando n un punto de ventaja sobre los Atletas Industriales. Si los Osos vencían por más de un gol de diferencia al equipo de Industriales, o Atlas no ganaba por más de un gol sobre La Piedad, el equipo mexiquense disputarían la final contra el Cuautla. A cinco minutos del final del partido contra Industriales, Osos ganaba 2-0 lo cual les daba el pase a la final, pero recibieron un gol en la recta final, lo que le daba la oportunidad al Atlas de superarlos si ganaban por más de un gol de diferencia, ya que en esa temporada de la segunda división mexicana se daban 2 puntos por una victoria de un gol de diferencia y 3 puntos si la diferencia era mayor de un gol, esto fue aprovechado por el Atlas y en la tarde vencieron a La Piedad 3-1 como visitantes, con esto superaron a los Osos Grises por un punto y lo dejaron nuevamente a la orilla de la final.
En la temporada 1979-1980, el equipo logró alcanzar el liderato general de la segunda división desde los primeros juegos, logrando una serie de 19 juegos sin perder, al ser derrotados en la jornada 15 por el Zamora no volvieron a perder hasta la fecha 35 cuando jugaron contra los Tuberos de Veracruz. Terminaron el torneo con 84 puntos, con 92 goles a favor por 54 en contra en 46 jornadas. En la liguilla compartieron el grupo con el Nuevo Necaxa, el Salamanca y el Tepic. 
Empezaron la fase final con empate a cero contra Salamanca, seguiría una victoria ante Tepic 2-1 y contra Nuevo Necaxa por 2-0, en la fecha cuatro lograrían sacar el 2-0 ante el Salamanca y para la quinta fecHa ganaron 4-0 al Tepic en Toluca. En la última fecha el equipo contaba con 2 puntos de ventaja sobre el Nuevo Necaxa y una vez más no debía perder por más de un gol de diferencia en su enfrentamiento.
En ese último partido, el Nuevo Necaxa tomó ventaja de 2-0 pero esta vez a diferencia del torneo pasado el gol que necesitaban para calificar fue conseguido y con el 2-1 los dos equipos terminaron empatados en puntos pero el reglamento establecía que el criterio de desempate sería la posición de la tabla general la cual favorecía a los de Toluca, así llegaron a la gran final para enfrentar a los Atletas Campesinos de Querétaro.
El primer juego de la final terminaría con un empate 0-0 en el estadio municipal de Querétaro, la serie viajaba a Toluca y la ventaja parecía abrumadora para los Osos, puesto que a lo largo de 23 juegos como local en el torneo regular solamente el Cuautla en la fecha 8 pudo derrotarlos. El juego de vuelta comenzó y los Atletas Campesinos tomaron ventaja de 1-0 rápidamente, los Osos tuvieron la oportunidad de empatar pero Silvano Rodríguez falló un penal, el empate llegó hasta 15 minutos antes del final, sin embargo en una descolgada a 10 minutos del final los queretanos tomaron la ventaja con un 2-1 que fue definitivo. es importante señalar que Silvano Gutiérrez un año después formó parte del equipo Atletas campesinos.
Al siguiente año el equipo nuevamente ocupó los primeros lugares, esta vez terminando en tercer lugar general, solo debajo de los Gallos de Jalisco y de los Coyotes de Nezahualcóyotl. Llegaron a la liguilla y compartieron el grupo con el Tapatío, el Jalisco y el Veracruz. Empezaría ganando al vencer al Veracruz 2-1, pero después perdieron los tres siguientes partidos en fila lo cual trazó su pronta eliminación.
La directiva tomó la decisión de mudarse a Texcoco para el torneo 1981-1982, esto debido a que el público de Toluca dejó de asistir a los encuentros. Una vez en Texcoco el equipo llegó a su quinta liguilla consecutiva, pero de nuevo fracasaron en el intento de ascender al quedar eliminados por el Tepic quien enfrentaría al Oaxtepec en la final.
El equipo se quedó en Texcoco por 3 años más, pero a partir de la temporada 1982-1983 ya no usaron el nombre de Osos Grises, cerrando así la historia de este equipo.

## Palmarés
- Tercera División de México (1): 1976-1977.
- Subcampeón de la Segunda División de México en 1979-1980.

- Datos: Q2034503